# سيرانوس
سيرانوس بلدية في ولاية ميناس جيرايس في المنطقة الجنوبية الشرقية من البرازيل.